# Karnocice

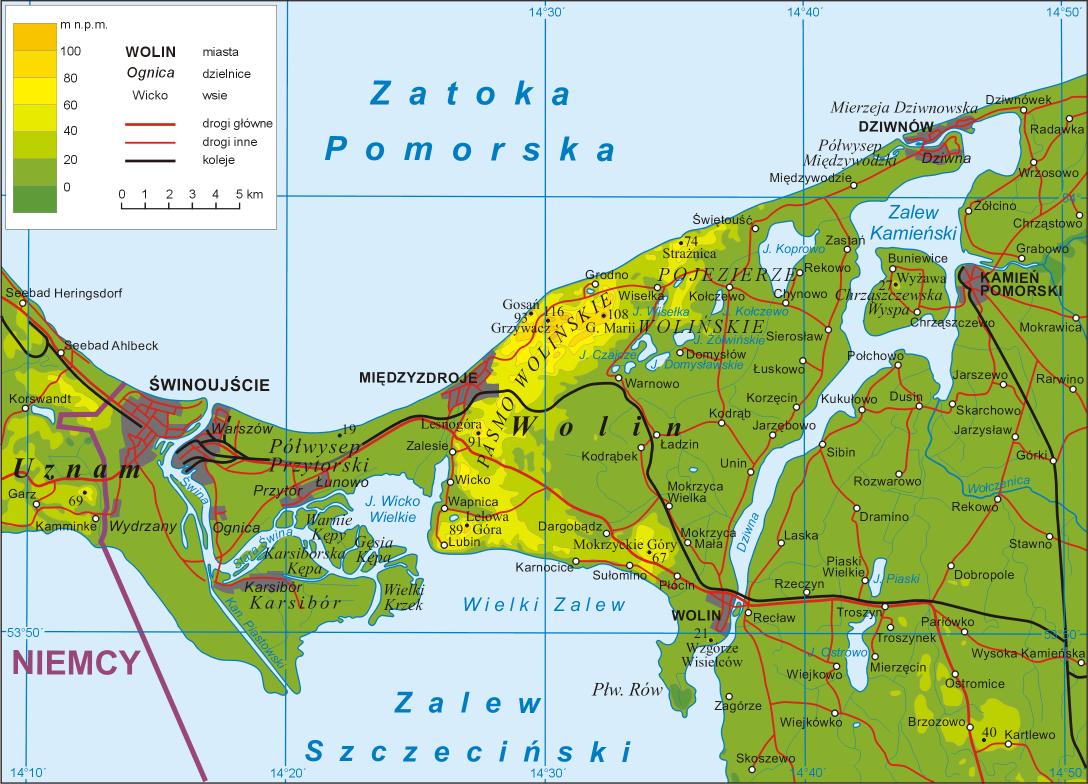
Mapa wyspy Wolin z zaznaczonymi Karnocicami

Karnocice (niem. Karzig) – wieś w Polsce położona w województwie zachodniopomorskim, w powiecie kamieńskim, w gminie Wolin.
W latach 1975–1998 miejscowość administracyjnie należała do województwa szczecińskiego.